# Grand Prix moto du Qatar 2004
Le Grand Prix moto du Qatar 2004 fut la quatorzième manche du championnat du monde de vitesse moto 2004. La compétition s'est déroulée durant le week-end du 30 septembre au 2 octobre sur les 5,380 kilomètres du circuit international de Losail au Qatar.

## Classement Moto GP
| Pos. | Pilote            | Constructeur | Temps/Écart     | Grille | Points |
| ---- | ----------------- | ------------ | --------------- | ------ | ------ |
| 1    | Sete Gibernau     | Honda        | 44 min 01 s 741 | 3      | 25     |
| 2    | Colin Edwards     | Honda        | +1 s 315        | 10     | 20     |
| 3    | Ruben Xaus        | Ducati       | +23 s 844       | 7      | 16     |
| 4    | Alex Barros       | Honda        | +25 s 458       | 2      | 13     |
| 5    | Nicky Hayden      | Honda        | +31 s 417       | 4      | 11     |
| 6    | Max Biaggi        | Honda        | +39 s 209       | 12     | 10     |
| 7    | Norifumi Abe      | Yamaha       | +53 s 373       | 17     | 9      |
| 8    | John Hopkins      | Suzuki       | +58 s 006       | 11     | 8      |
| 9    | Alex Hofmann      | Kawasaki     | +1 min 04 s 320 | 18     | 7      |
| 10   | Makoto Tamada     | Honda        | +1 min 18 s 518 | 13     | 6      |
| 11   | Yukio Kagayama    | Suzuki       | +1 min 49 s 438 | 19     | 5      |
| 12   | James Haydon      | Proton       | +1 min 52 s 158 | 21     | 4      |
| 13   | James Ellison     | Harris WCM   | +1 min 53 s 900 | 22     | 3      |
| Abd. | Carlos Checa      | Yamaha       | Abandon         | 1      |        |
| Abd. | Marco Melandri    | Yamaha       | Abandon         | 16     |        |
| Abd. | Loris Capirossi   | Ducati       | Abandon         | 6      |        |
| Abd. | Jeremy McWilliams | Aprilia      | Abandon         | 14     |        |
| Abd. | Neil Hodgson      | Ducati       | Abandon         | 15     |        |
| Abd. | Nobuatsu Aoki     | Proton       | Abandon         | 20     |        |
| Abd. | Valentino Rossi   | Yamaha       | Abandon         | 8      |        |
| Abd. | Troy Bayliss      | Ducati       | Abandon         | 9      |        |
| Abd. | Shinya Nakano     | Kawasaki     | Abandon         | 5      |        |

## Classement 250 cm3
| Pos  | Pilote           | Constructeur | Temps/Écart     | Grille | Points |
| ---- | ---------------- | ------------ | --------------- | ------ | ------ |
| 1    | Sebastian Porto  | Aprilia      | 41 min 17 s 343 | 1      | 25     |
| 2    | Dani Pedrosa     | Honda        | +1 s 614        | 2      | 20     |
| 3    | Hiroshi Aoyama   | Honda        | +43 s 312       | 6      | 16     |
| 4    | Franco Battaini  | Aprilia      | +45 s 127       | 7      | 13     |
| 5    | Fonsi Nieto      | Aprilia      | +47 s 182       | 8      | 11     |
| 6    | Toni Elías       | Honda        | +59 s 471       | 5      | 10     |
| 7    | Roberto Rolfo    | Honda        | +1 min 11 s 413 | 16     | 9      |
| 8    | Alex Debón       | Honda        | +1 min 22 s 120 | 11     | 8      |
| 9    | Hugo Marchand    | Aprilia      | +1 min 22 s 162 | 23     | 7      |
| 10   | Joan Olive       | Aprilia      | +1 min 29 s 038 | 14     | 6      |
| 11   | Sylvain Guintoli | Aprilia      | +1 min 40 s 121 | 9      | 5      |
| 12   | Erwan Nigon      | Yamaha       | +1 min 43 s 016 | 18     | 4      |
| 13   | Taro Sekiguchi   | Yamaha       | +1 min 43 s 056 | 21     | 3      |
| 14   | Johann Stigefelt | Aprilia      | +1 min 50 s 884 | 22     | 2      |
| 15   | David de Gea     | Honda        | +1 min 53 s 027 | 24     | 1      |
| 16   | Chaz Davies      | Aprilia      | +1 min 53 s 335 | 13     |        |
| 17   | Jakub Smrž       | Honda        | +1 min 54 s 871 | 17     |        |
| 18   | Alex Baldolini   | Aprilia      | +2 min 25 s 588 | 15     |        |
| 19   | Klaus Nohles     | Aprilia      | +1 tour         | 26     |        |
| Abd. | Anthony West     | Aprilia      | Abandon         | 10     |        |
| Abd. | Alex De Angelis  | Aprilia      | Abandon         | 3      |        |
| Abd. | Naoki Matsudo    | Yamaha       | Abandon         | 20     |        |
| Abd. | Dirk Heidolf     | Aprilia      | Abandon         | 19     |        |
| Abd. | Radomil Rous     | Aprilia      | Abandon         | 27     |        |
| Abd. | Randy de Puniet  | Aprilia      | Abandon         | 4      |        |
| Abd. | Héctor Faubel    | Aprilia      | Abandon         | 12     |        |
| Abd. | Grégory Leblanc  | Aprilia      | Abandon         | 25     |        |

## Classement 125 cm3
| Pos  | Pilote            | Constructeur | Temps/Écart     | Grille | Points |
| ---- | ----------------- | ------------ | --------------- | ------ | ------ |
| 1    | Jorge Lorenzo     | Derbi        | 39 min 11 s 620 | 1      | 25     |
| 2    | Andrea Dovizioso  | Honda        | +0 s 000        | 2      | 20     |
| 3    | Álvaro Bautista   | Aprilia      | +4 s 010        | 12     | 16     |
| 4    | Mika Kallio       | KTM          | +18 s 750       | 10     | 13     |
| 5    | Fabrizio Lai      | Gilera       | +35 s 450       | 16     | 11     |
| 6    | Pablo Nieto       | Aprilia      | +37 s 890       | 6      | 10     |
| 7    | Julián Simón      | Aprilia      | +39 s 020       | 8      | 9      |
| 8    | Gino Borsoi       | Aprilia      | +39 s 400       | 22     | 8      |
| 9    | Mattia Pasini     | Aprilia      | +42 s 900       | 15     | 7      |
| 10   | Mirko Giansanti   | Aprilia      | +42 s 910       | 9      | 6      |
| 11   | Steve Jenkner     | Aprilia      | +47 s 420       | 3      | 5      |
| 12   | Héctor Barberá    | Aprilia      | +48 s 010       | 14     | 4      |
| 13   | Thomas Lüthi      | Honda        | +52 s 650       | 13     | 3      |
| 14   | Andrea Ballerini  | Aprilia      | +1 min 03 s 090 | 21     | 2      |
| 15   | Gioele Pellino    | Aprilia      | +1 min 06 s 800 | 27     | 1      |
| 16   | Stefano Perugini  | Gilera       | +1 min 07 s 040 | 18     |        |
| 17   | Lukas Pesek       | Honda        | +1 min 20 s 710 | 30     |        |
| 18   | Sergio Gadea      | Aprilia      | +1 min 23 s 800 | 19     |        |
| 19   | Dario Giuseppetti | Honda        | +1 min 26 s 860 | 24     |        |
| 20   | Roberto Locatelli | Aprilia      | +1 min 28 s 480 | 5      |        |
| 21   | Lorenzo Zanetti   | Honda        | +1 min 29 s 770 | 25     |        |
| 22   | Jordi Carchano    | Aprilia      | +1 min 37 s 390 | 26     |        |
| 23   | Manuel Manna      | Malaguti     | +1 min 37 s 540 | 31     |        |
| 24   | Raymond Schouten  | Honda        | +1 min 38 s 400 | 29     |        |
| 25   | Imre Tóth         | Aprilia      | +1 min 54 s 610 | 28     |        |
| Abd. | Simone Corsi      | Honda        | Abandon         | 11     |        |
| Abd. | Gabor Talmacsi    | Malaguti     | Abandon         | 17     |        |
| Abd. | Casey Stoner      | KTM          | Abandon         | 4      |        |
| Abd. | Max Sabbatani     | Honda        | Abandon         | 32     |        |
| Abd. | Vesa Kallio       | Aprilia      | Abandon         | 20     |        |
| Abd. | Ángel Rodríguez   | Derbi        | Abandon         | 23     |        |
| Abd. | Marco Simoncelli  | Aprilia      | Abandon         | 7      |        |